# Запорожское (Вольнянский район)
Запорожское (укр. Запорізьке) — село,
Михайловский сельский совет,
Вольнянский район,
Запорожская область,
Украина.
Код КОАТУУ — 2321584007. Население по переписи 2001 года составляло 106 человек.

## Географическое положение
Село Запорожское находится в балке Лишняя, по которой протекает пересыхающий ручей,
выше по течению примыкает село Петро-Михайловка.
Рядом проходит автомобильная дорога М-18 (E 105).

## История
- 1921 год — дата основания.